# Limitations de vitesse en Algérie
Les limitations de vitesse en Algérie sont les suivantes :
- 50 km/h en agglomération (40 km/h si chaussée humide ou mouillée)
  - jusqu'à 80 km/h sur certains grands axes routiers situés en agglomération, si arrêté du wali
- 100 km/h sur route hors agglomération (80 km/h si chaussée humide ou mouillée)
- 120 km/h sur autoroute (100 km/h si chaussée humide ou mouillée)[1]